# Duché de Méranie
 (janvier 2023).
Si vous disposez d'ouvrages ou d'articles de référence ou si vous connaissez des sites web de qualité traitant du thème abordé ici, merci de compléter l'article en donnant les références utiles à sa vérifiabilité et en les liant à la section « Notes et références ».
Le titre de duc de Méranie est un ancien titre de noblesse du Saint-Empire romain germanique, qui existe de 1152 à 1248 à l'époque des Hohenstaufen.

## Historique
L'origine du nom du duché n'est pas encore définitivement déterminée : à l'origine Mérano (Meran), l'ancienne capitale du comté de Tyrol, ne faisait pas partie des domaines. À travers les années, les seigneurs de Méranie possèdent une partie du Tyrol autour du château d'Ambras près d'Innsbruck et dans le val Pusteria, ainsi que des territoires bavarois autour d'Andechs et Passau et des seigneuries en Franconie. La désignation Merania renvoie peut-être à la marche d'Istrie, le patrimoine du comte Ulrich Ier de Weimar-Orlamünde († 1070) près de la frontière avec la Croatie, et à la mer Adriatique. Après son décès, cependant, le titre de « margrave d'Istrie » est détenu par les patriarches d'Aquilée ; il fut attribué à la maison d'Andechs en 1173.

### Maison de Scheyern-Dachau
Le comte bavarois Conrad II de Scheyern et de Dachau († 1159), un ancêtre de la maison de Wittelsbach, fut le premier à porter le titre dux Meranie ou dux de Meran à partir de 1152. Il était depuis de nombreuses années un soutien fidèle des Hohenstaufen qui ont réussi à s'imposer face à la dynastie rivale des Welf avec l'élection de Conrad III en tant que nouveau roi des Romains en 1138. L'année suivante, la mise au ban de l'Empire est prise à l'encontre le duc Henri X de Bavière et son duché est attribué à la maison de Babenberg ; cela a supposé pour toute l'aristocratie bavaroise un grand essor et une augmentation considérable de pouvoir. 
L'attribution du titre est liée à l'élection du duc Frédéric III de Souabe dit Barberousse, le neveu de Conrad de Hohenstaufen, devenu roi des Romains en 1152. Il souhaitait pour sa part mettre un terme au conflit entre les Hohenstaufen et les Welf : le duché de Bavière est rendu au fils du duc Henri X, Henri le Lion ; toutefois, sans le nouveau duché d'Autriche à l'est qui resta la propriété des Babenberg (privilegium minus) et sans le Tyrol au sud. En même temps, le comte Conrad II de Scheyern-Dachau est elevé au « duc de Méranie » – à ce titre, il n'était plus un vassal bavarois. Dans un acte de 1154, il est également appelé dux de Croatie et Dalmatie ; néanmoins, ces domaines hors de l'Empire furent actuellement associés au royaume de Hongrie.
À la chute de Henri le Lion en 1180, les possessions des ducs de Méranie sont finalement déclarées fiefs immédiats de l'Empire pendant que leur cousin Othon de Wittelsbach est nommé duc de Bavière. Toutefois, à la mort de Conrad III de Scheyern-Dachau, fils de Conrad II, en 1159, la branche mâle s'éteignit.

### Maison d'Andechs
Comme la maison de Scheyern-Dachau, les comtes de Dießen et d'Andechs dans le sud-ouest de la Bavière profitèrent de la chute des Welf. Leur vastes possessions s'étendaient jusqu'à l'abbaye de Saint-Ulrich-et-Sainte-Afre et aux limites occidentales de la Bavière le long du fleuve Lech.

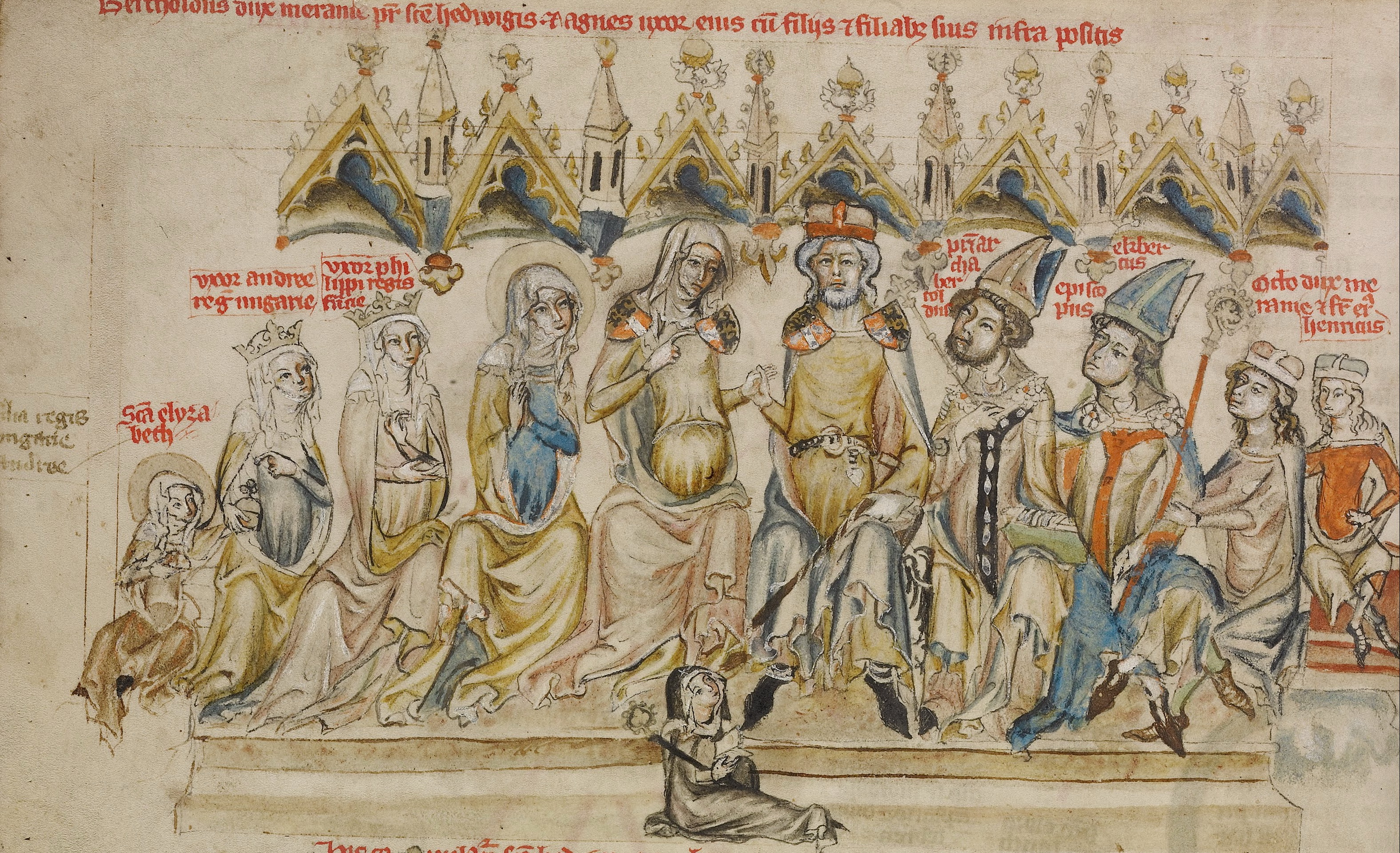
Le duc Berthold IV et sa famille, codex de sainte Hedwige, XVe siècle.

En 1173 le comte Berthold III d'Andechs est nommé margrave d'Istrie par l'empereur Frédéric Barberousse, considérant que sa mère Sophia vient de la maison de Weimar-Orlamünde, fille du margrave Poppo II d'Istrie († 1098). Berthold III épousa Hedwig de Wittelsbach, sans doute une fille du comte palatin Othon IV de Scheyern. Son frère Othon VI d'Andechs devient évêque de Brixen en 1065, puis évêque de Bamberg en 1177. Héritier du titre de la maison de Scheyern-Dachau et aussi des domaines d'Istrie à la côte Adriatique, son fils Berthold IV († 1204) apparaît comme « duc de Méranie » déjà à partir de 1181. Les comtes d'Andechs ont porté le titre de duc, confirmé par Frédéric Barberousse, jusqu'en 1248. 
Après en 1208 le roi Philippe de Hohenstaufen, fils cadet de Frédéric Barberousse, fut assassiné à la résidence d'Ekbert d'Andechs, évêque de Bamberg, ses parentes sont de plus vite suspectés. La maison d'Andechs a perdu une grande partie de leurs possessions, notamment la marche d'Istrie qui passe au duc Louis Ier. Néanmoins, le duc Othon VII d'Andechs-Méranie, fils de Berthold IV, n'était pas touché ; il acquiert le comté palatin de Bourgogne (Franche-Comté), en épousant Béatrice II, héritière de ce pays, encore en 1208. Ses sœurs se mariaient avec des têtes couronnées : Agnès de Méranie devient la troisième femme du roi Philippe II Auguste en 1196, Gertrude épousa André II de Hongrie et Hedwige était mariée au duc Henri Ier le Barbu, princeps de Pologne. Son frère Berthold de Méran est patriarche d'Aquilée de 1218 jusqu'à sa mort en 1251. 
Mais vers 1248, la maison de Méranie s'éteint dans les mâles par la mort du dernier duc Othon VIII, et ses dernières possessions sont divisées entre les ducs de Bavière et la maison de Goritz. Le comte palatin de Bourgogne èchut à sa sœur Adélaïde (Alix) et son épouse Hugues de Chalon, puis à Philippe Ier de Savoie et à Othon IV, fils d'Adélaïde de son premier mariage.

## Ducs de Méranie
- 1153-1159 : Conrad II de Scheyern-Dachau ;
- 1159-1182 : Conrad III de Scheyern-Dachau, son fils ;
- 1182-1204 : Berthold IV d'Andechs-Dießen ;
- 1204-1234 : Othon VII d'Andechs-Dießen, son fils ;
- 1234-1247 : Othon VIII d'Andechs-Dießen, son fils.